# 로베르토 치트란

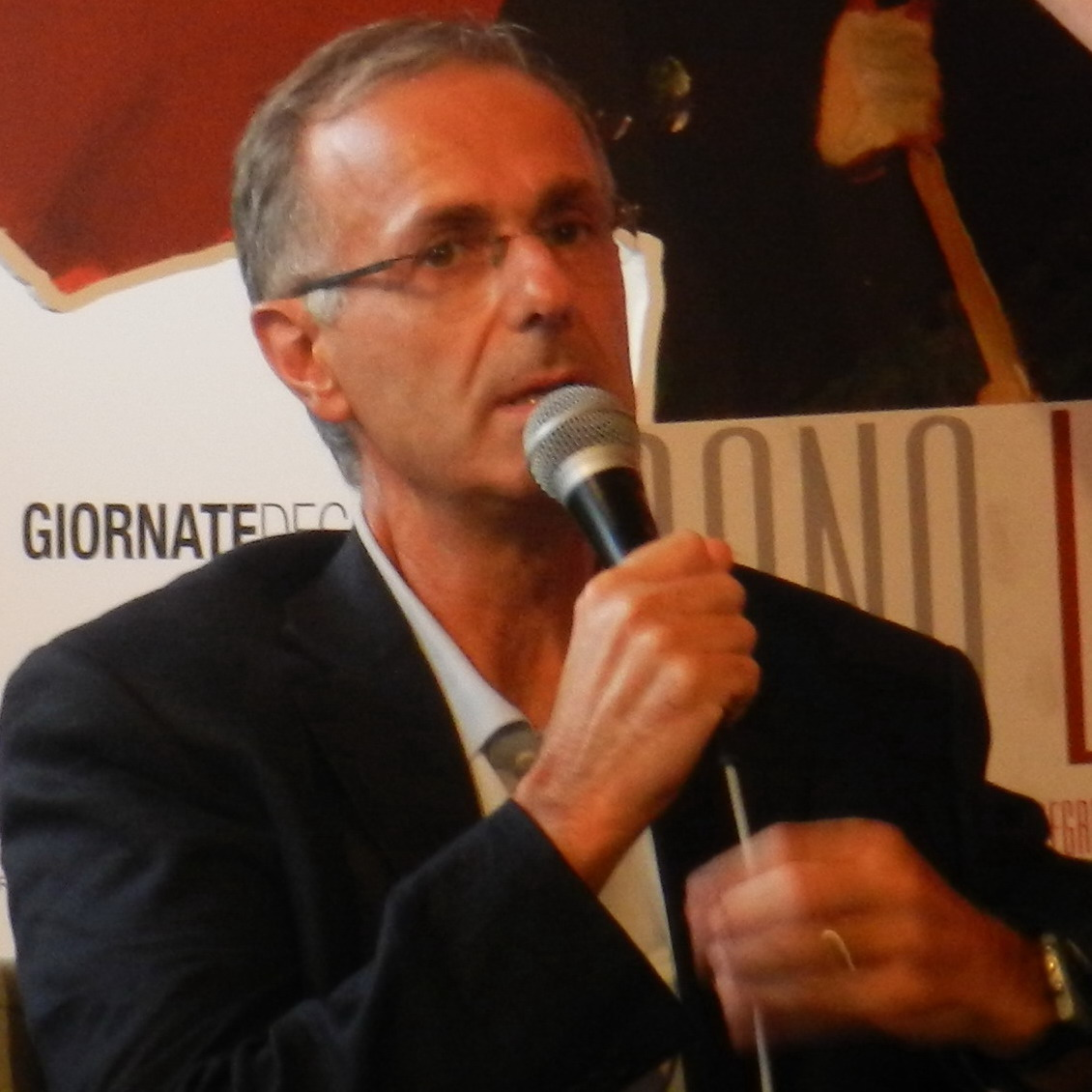

로베르토 치트란(이탈리아어: Roberto Citran, 1955년 1월 26일 ~ )은 이탈리아의 배우, 연극 배우, 영화배우, 텔레비전 배우이다.
파도바에서 태어났다.

## 영화
- 애스 잇 이즈 온 어스 (2018년) - 신부 역
- 언성 히어로즈 (2017년)
- 하우 투 그로우 업 데스파이트 유어 페어런츠 (2016년)
- 음모 (2016년)
- 패트리아 (2014년)
- 라 프리마 네베 (2013년)
- 리 앤드 더 포이트 (2011년)
- 마 체 스토리아... (2010년)
- 르 옴브레 로제 (2009년)
- 나인 (2009년)
- 나이트 버스 (2007년) - 가로파노 역
- 내가 원하는 삶 (2004년)
- 호텔 르완다 (2004년)
- 텔시 루퍼 가방 3부 (2003년)
- 텔시 루퍼 가방 1부 (2003년)
- 엘 알라메인 (2002년)
- 코렐리의 만돌린 (2001년)
- 노라 (2000년)
- 휴전 (1997년)
- 사탕 (1995년)
- 일 토로 (1994년) - 로리스 역